# Sushmit Ghosh
Sushmit Ghosh (Hindi सुष्मित घोष) ist ein indischer Dokumentarfilmer, Filmproduzent und Kameramann.

## Leben
Susmit Ghosh lernte an der Jamia Milia Islamia University Rintu Thomas kennen. Die beiden begannen, gemeinsam Filme zu drehen, und gründeten 2009 die Filmproduktionsgesellschaft Black Ticket Films. Ihr Kurzfilm Timbaktu erhielt den National Film Award in der Kategorie Best Environment Film. Dilli wurde als bester Dokumentarfilm beim Jaipur International Film Festival ausgezeichnet.
Ihr Debütlangfilm war Writing with Fire. Der Dokumentarfilm handelt von der von Dalit-Frauen geführten Zeitung Khabar Lahariya, die nach 14 Jahren Printjournalismus nun zu digitalem Journalismus wechselt. Der Film wurde bei der Oscarverleihung 2022 in der Kategorie Bester Dokumentarfilm nominiert. Damit wurde der Film der erste indische Dokumentarfilm, der je für einen Oscar nominiert wurde. Er erhielt auch zwei Preise beim Sundance Film Festival 2021: den Audience Award: World Cinema Documentary und den World Cinema Documentary Special Jury Award: Impact for Change.
Sushmit Gosh unterrichtet Ton für Filme an der SACAC Audio School in Neu-Delhi.

## Privatleben
Sushmit Ghosh ist begeisterter Motorradfahrer und Wanderer.

## Filmografie
- 2010: The Miracle Water Village (Kurzfilm)
- 2011: Dilli (Kurzfilm)
- 2012: Timbaktu (Kurzfilm)
- 2021: Writing with Fire